# Дурдуковський Сергій Федорович
Сергій Федорович Дурдуківський (псевдонім Альбов; 23 січня 1880, Мирівка — 15 липня 1933, Київ) — співак (лірико-драматичний тенор), педагог, музично-громадський діяч, член музичного товариства імені М. Леонтовича.

## Біографія

Могила Сергія Дурдуковського

Народився 23 січня 1880 року в селі Мирівці Київського повіту Київської губернії (тепер Кагарлицького району Київської області) в сім'ї священика.
Після закінчення Київської духовної семінарії в 1900—1902 роках навчався співу в Московському музичному училищі О. Гнєсіної. В 1903—1904 роках відбував військову повинність, у 1909—1912 роках гастролював у містах Росії (Томську, Іркутську та інших) під псевдонімом Альбов. В сезоні 1913—1914 років співав у Київському театрі оперети. В роки Першої світової війни працював в 57-му евакопункті на станції Київ-Товарний.
У 1918 році повернувся до творчої діяльності, в 1918—1920-х роках — соліст хору О. Кошиця та К. Стеценка. З 1920 і до 1924 року викладав хоровий спів у Київському музично-драматичному інституті імені М. Лисенка. У 1924 році засновує вокальний квартет імені Якова Степового (з М. Донцем та М. Микишею), у 1926—1931 роках очолював самодіяльні музичні колективи на Оренбурзькій залізниці. В останні роки життя працював у Дніпропетровській філармонії.
Помер 15 липня 1933 року. Похований в Києві на Лук'янівському кладовищі (ділянка № 13-3, ряд 3, місце 11).